# John Russell (4. książę Bedford)

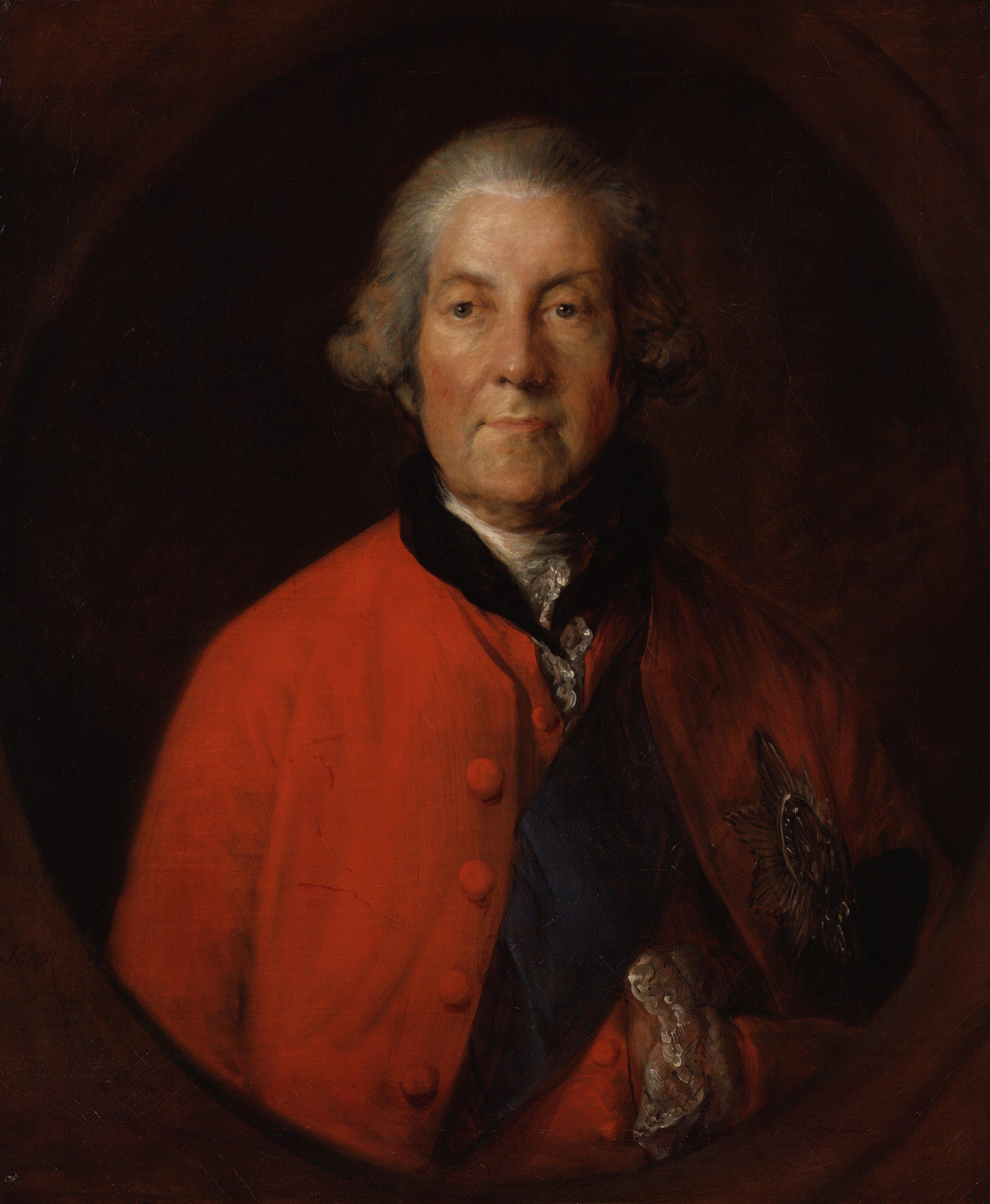
Portret księcia Bedford autorstwa Thomasa Gainsborough

John Russell, 4. książę Bedford KG (ur. 30 września 1710 w Streatham w hrabstwie Surrey, zm. 5 stycznia 1771 w Londynie) – brytyjski arystokrata, dyplomata i polityk.

## Życiorys

### Wczesne lata życia
Był czwartym synem Wriothesleya Russella, 2. księcia Bedford, i Elizabeth Howland, córki Johna Howlanda of Streatham. Tytuł 4. księcia Bedford odziedziczył po śmierci swojego starszego brata, Wriothesleya, w 1732 r. W Izbie Lordów związał się z przeciwnikami urzędującego premiera, Roberta Walpole’a.

### Kariera polityczna
W 1744 r. Henry Pelham powierzył Bedfordowi stanowisko pierwszego lorda Admiralicji. W 1748 r. Bedford został ministrem południowego departamentu, jednak na skutek konfliktu z premierem i jego bratem, księciem Newcastle, Bedford zrezygnował ze stanowiska w 1751 r. W opozycji stanął na czele grupy polityków wigowskich, którzy krytykowali rząd Pelhama, zdominowany przez tzw. "stary kadłub wigów".
Kiedy po rezygnacji Newcastle’a w 1756 r. nowy rząd sformował książę Devonshire, Bedford objął w nim stanowisko Lorda Namiestnika Irlandii (3 stycznia 1757). Pozostał na tym stanowisku, kiedy kilka miesięcy później premierem został ponownie Newcastle. Jako wicekról Irlandii popierał liberalizację prawa przeciwko katolikom, ale nie zdołał zachować neutralności wobec rywalizujących partii politycznych. W marcu 1761 r. zrezygnował ze stanowiska i został lordem tajnej pieczęci.
Bedford krytykował ekspansywną politykę Williama Pitta Starszego wobec Francji, obawiając się, że podbój francuskich kolonii w Ameryce Północnej zachwieje wiernością angielskich kolonii w tym rejonie. Kiedy premierem został w 1762 r. zwolennik pokoju lord Bute, Bedford został wysłany z misją do Paryża w celu przeprowadzenia negocjacji pokojowych. Pokój został podpisany w lutym 1763 r. Wkrótce zrezygnował ze stanowiska Lorda Tajnej Pieczęci i został Lordem Przewodniczącym Rady, pozostając na tym stanowisku po objęciu stanowiska premiera przez George’a Grenville’a.

### Ostatnie lata
Po upadku gabinetu w 1765 r. ponownie znalazł się w opozycji. Wprawdzie niektórzy z jego stronników przystąpili za jego zgodą do gabinetu Chathama w 1767 r., ale sam książę pozostał w ławach opozycji. W tych latach pogarszał się stan jego zdrowia. W 1770 r. został częściowo sparaliżowany. Zmarł rok później i został pochowany w rodzinnym grobowcu w Chenies. Tytuły parowskie odziedziczył jego wnuk, Francis.
4. książę Bedford był ponadto Lordem Namiestnikiem Bedfordshire (1745–1771) i Devon (1751–1771), kanclerzem Trinity College w Dublinie w latach 1765–1770 i kawalerem Orderu Podwiązki od 1749 r.

## Życie prywatne
11 października 1731 r. poślubił lady Dianę Spencer (1710 – 27 września 1735), córkę Charlesa Spencera, 3. hrabiego Sunderland, i lady Anne Churchill, córki 1. księcia Marlborough. John i Diana mieli razem jednego syna:
- John Russell (ur. i zm. 6 listopada 1732), markiz Tavistock

2 kwietnia 1737 r. poślubił Gertrude Leveson-Gower (15 lutego 1715 – 1 lipca 1794), córkę Johna Levesona-Gowera, 1. hrabiego Gower, i lady Evelyn Pierrepont, córki 1. księcia Kingston-upon-Hull. John i Gertrude mieli razem syna i córkę:
- Francis Russell (27 września 1739 – 22 marca 1767), markiz Tavistock
- Caroline Russell (styczeń 1742/1743 – 26 listopada 1811), żona George’a Spencera, 4. księcia Marlborough, miała dzieci